# Calle de Capuchinos Alta
La calle de Capuchinos Alta es una vía pública de la ciudad española de Segovia.

## Descripción
La calle debe el título a un antiguo convento de frailes capuchinos que había en la plaza del mismo nombre, y lleva el apellido de «alta» por contraposición con la de Capuchinos Baja, ya desaparecida. Discurre desde la de Valdeláguila hasta aquella plaza. Aparece descrita en Las calles de Segovia (1918) de Mariano Sáez y Romero con las siguientes palabras:

Capuchinos Alta.—Baja desde la calle de Valdeláguila a la plazuela de Capuchinos. Esta barriada de Capuchinos se denomina así por el convento de estos frailes que había en la plazuela del mismo nombre. Por esta calle se entra a la Casa de Hércules, que se supone era de construcción romana, y ocupada ahora por una comunidad de dominicas que antes habitó la iglesia y convento de San Gabriel. Era una de las casas destinadas a la defensa de Segovia por su parte norte, con su fortaleza, espesas paredes y torreón, la que perteneció a Juan Arias de la Hoz hasta que en 1513 se dedicó al convento. La iglesia, que enfrenta con La Trinidad, es de una sola nave y construída el siglo XVI por fundación de los hermanos Aguilar, D. Pedro, D.ª Juliana y D. Hernando, que murieron en 1622, 1629 y 1630, según consta en los sepulcros que hay en la iglesia. [...] Al final de esta calle estaba la iglesia de San Quirce, de que ya hemos hablado.
(Sáez y Romero, 1918, pp. 28-29)